# Ханка (озеро)
Ха́нка (кит.: 興凱湖; піньінь: Xīngkǎi Hú, сінкай-ху) — озеро на Далекому Сході, на кордоні Росії та Китаю; в басейні Амуру; площа 4070 км; глибина до 10,6 м; витікає річка Сунгача (притока Уссурі); на берегах численні колонії водяних птахів.
Ханка — найбільша прісноводна водойма на Далекому Сході. Озеру Ханка властиві багаторічні циклічні коливання рівня води, в результаті чого площа водної поверхні може змінюватися від 501000 до 394000 га, а обсяг води — від 22,6 до 12,7 км³. Загальне сточище озера — 1 689 000 га (за іншими даними - 18400 км²), у тому числі на території Росії — 1 537 000 га. На китайській території значна частина водозбору відноситься до озера Мала Ханка, яке відокремлено від основного водойми вузькою піщаною косою. Між озерами існує обмін за рахунок просочування, а в багатоводні роки вони з'єднуються протокою.
В озеро впадають 24 річки, зокрема Ілиста, Мельгуновка, Комісарівка; витікає річка Сунгача, притока Уссурі (сточище Амура).
На озері розташовані села Турій Ріг, Платон-Олександрівське, Новокачалінськ і Камінь-Рибалка.